# Секе (Китай)
Секе (кит. 色柯镇, пін. Sèkē Zhèn) — містечко у КНР, адміністративний центр повіту Сертар на півночі Гарцзе-Тибетської автономної префектури.

## Географія
Секе розташовується у східній частині регіону Кхам.

### Клімат
Містечко знаходиться у зоні так званої «гірської тундри», котра характеризується кліматом арктичних пустель. Найтепліший місяць — липень із середньою температурою 10 °C (50 °F). Найхолодніший місяць — січень, із середньою температурою -9.4 °С (15 °F).
| Клімат Секе             | Клімат Секе | Клімат Секе | Клімат Секе | Клімат Секе | Клімат Секе | Клімат Секе | Клімат Секе | Клімат Секе | Клімат Секе | Клімат Секе | Клімат Секе | Клімат Секе | Клімат Секе |
| Показник                | Січ.        | Лют.        | Бер.        | Квіт.       | Трав.       | Черв.       | Лип.        | Серп.       | Вер.        | Жовт.       | Лист.       | Груд.       | Рік         |
| Середній максимум, °C   | 0           | 2           | 5           | 9           | 13          | 15          | 16          | 16          | 13          | 10          | 4           | 1           | 8           |
| Середня температура, °C | −9          | −7          | −2          | 1           | 5           | 8           | 10          | 9           | 7           | 2           | −4          | −9          | 0           |
| Середній мінімум, °C    | −20         | −17         | −11         | −6          | −1          | 2           | 4           | 3           | 1           | −4          | −13         | −19         | −6          |
| Норма опадів, мм        | 4           | 7           | 13          | 23          | 60          | 133         | 144         | 103         | 117         | 34          | 6           | 4           | 649         |
| ----------------------- | ----------- | ----------- | ----------- | ----------- | ----------- | ----------- | ----------- | ----------- | ----------- | ----------- | ----------- | ----------- | ----------- |
| Джерело: Weatherbase    |             |             |             |             |             |             |             |             |             |             |             |             |             |